# روزا مونكتون
روزا مونكتون (بالإنجليزية: Rosa Monckton)‏ سيدة أعمال بريطانية وناشطة خيرية (ولدت في لندن يوم 26 أكتوبر 1952)، اشتهرت كونها صديقة ديانا أميرة ويلز وهي أيضاً زوجة الصحفي اليهودي دومينيك لوسون